# WTA Tour 1980
Die WTA Tour 1980 (offiziell: Avon Championships Circuit und Colgate Series) war der 10. Jahrgang der Damentennis-Turnierserie, die von der Women’s Tennis Association ausgetragen wird. Sie umfasste 51 Turniere.
Der Teamwettbewerb Federation Cup wird wie die Grand-Slam-Turniere nicht von der WTA, sondern von der ITF organisiert. Er wird dennoch aufgeführt, da die Spitzenspielerinnen auch dort in der Regel spielen.

## Turnierplan
| Kategorie                  |
| -------------------------- |
| Grand Slam                 |
| Tour Championships         |
| Avon Championships Circuit |
| Colgate Series             |
| Non-Tour Events            |

| Sonstige       |
| -------------- |
| Federation Cup |

### Dezember
| Datum 1 | Turnier                                                                             | Siegerin                             | Finalgegnerin                  | Ergebnis |
| ------- | ----------------------------------------------------------------------------------- | ------------------------------------ | ------------------------------ | -------- |
| 31.12.  | Colgate Series Championships Landover, Vereinigte Staaten 250.000 $ Teppich (Halle) | Martina Navratilova                  | Tracy Austin                   | 6:2, 6:1 |
| 31.12.  | Colgate Series Championships Landover, Vereinigte Staaten 250.000 $ Teppich (Halle) | Billie Jean King Martina Navratilova | Rosie Casals Chris Evert-Lloyd | 6:4, 6:3 |

### Januar
| Datum 1 | Turnier | Siegerin                             | Finalgegnerin               | Ergebnis      |
| ------- | --- | ------------------------------------ | --------------------------- | ------------- |
| 07.01.  | Avon Championships of Cincinnati Cincinnati, Vereinigte Staaten Avon Championships Circuit – 150.000 $ Teppich (Halle)   | Tracy Austin                         | Chris Evert-Lloyd           | 6:2, 6:1      |
| 07.01.  | Avon Championships of Cincinnati Cincinnati, Vereinigte Staaten Avon Championships Circuit – 150.000 $ Teppich (Halle)   | Laura duPont Pam Shriver             | Mima Jaušovec Ann Kiyomura  | 6:3, 6:3      |
| 14.01.  | Avon Championships of Kansas City Kansas City, Vereinigte Staaten Avon Championships Circuit – 125.000 $ Teppich (Halle) | Martina Navratilova                  | Greer Stevens               | 6:0, 6:2      |
| 14.01.  | Avon Championships of Kansas City Kansas City, Vereinigte Staaten Avon Championships Circuit – 125.000 $ Teppich (Halle) | Billie Jean King Martina Navratilova | Laura duPont Pam Shriver    | 6:3, 6:4      |
| 21.01.  | Avon Championships of Chicago Chicago, Vereinigte Staaten Avon Championships Circuit – 200.000 $ Teppich (Halle)         | Martina Navratilova                  | Chris Evert-Lloyd           | 6.4, 6:4      |
| 21.01.  | Avon Championships of Chicago Chicago, Vereinigte Staaten Avon Championships Circuit – 200.000 $ Teppich (Halle)         | Billie Jean King Martina Navratilova | Sylvia Hanika Kathy Jordan  | 6:3, 6:4      |
| 28.01.  | Avon Championships of Seattle Seattle, Vereinigte Staaten Avon Championships Circuit – 150.000 $ Teppich (Halle)         | Tracy Austin                         | Virginia Wade               | 6:2, 7:6      |
| 28.01.  | Avon Championships of Seattle Seattle, Vereinigte Staaten Avon Championships Circuit – 150.000 $ Teppich (Halle)         | Rosie Casals Wendy Turnbull          | Greer Stevens Virginia Wade | 6:4, 2:6, 7:5 |

### Februar
| Datum 1 | Turnier | Siegerin                         | Finalgegnerin               | Ergebnis      |
| ------- | --- | -------------------------------- | --------------------------- | ------------- |
| 04.02.  | Avon Championships of Los Angeles Los Angeles, Vereinigte Staaten Avon Championships Circuit – 125.000 $ Hartplatz  | Martina Navratilova              | Tracy Austin                | 6:2, 6:0      |
| 04.02.  | Avon Championships of Los Angeles Los Angeles, Vereinigte Staaten Avon Championships Circuit – 125.000 $ Hartplatz  | Rosie Casals Martina Navratilova | Kathy Jordan Anne Smith     | 7:6, 6:2      |
| 11.02.  | Avon Championships of California Oakland, Vereinigte Staaten Avon Championships Circuit – 150.000 $ Teppich (Halle) | Martina Navratilova              | Evonne Cawley               | 6:1, 7:6      |
| 11.02.  | Avon Championships of California Oakland, Vereinigte Staaten Avon Championships Circuit – 150.000 $ Teppich (Halle) | Sue Barker Ann Kiyomura          | Greer Stevens Virginia Wade | 6:0, 6:4      |
| 18.02.  | Avon Championships of Detroit Detroit, Vereinigte Staaten Avon Championships Circuit – 200.000 $ Teppich (Halle)    | Billie Jean King                 | Evonne Cawley               | 6:3, 6:0      |
| 18.02.  | Avon Championships of Detroit Detroit, Vereinigte Staaten Avon Championships Circuit – 200.000 $ Teppich (Halle)    | Billie Jean King Ilana Kloss     | Kathy Jordan Anne Smith     | 3:6, 6:3, 6:2 |
| 25.02.  | Avon Championships of Houston Houston, Vereinigte Staaten Avon Championships Circuit – 150.000 $ Teppich (Halle)    | Billie Jean King                 | Martina Navratilova         | 6:1, 6:3      |
| 25.02.  | Avon Championships of Houston Houston, Vereinigte Staaten Avon Championships Circuit – 150.000 $ Teppich (Halle)    | Billie Jean King Ilana Kloss     | Betty Stöve Wendy Turnbull  | 3:6, 6:1, 6:4 |

### März
| Datum 1 | Turnier | Siegerin                             | Finalgegnerin                | Ergebnis      |
| ------- | --- | ------------------------------------ | ---------------------------- | ------------- |
| 03.03.  | Avon Championships of Dallas Dallas, Vereinigte Staaten Avon Championships Circuit – 150.000 $ Teppich (Halle) | Martina Navratilova                  | Evonne Cawley                | 6:3, 6:2      |
| 03.03.  | Avon Championships of Dallas Dallas, Vereinigte Staaten Avon Championships Circuit – 150.000 $ Teppich (Halle) | Billie Jean King Martina Navratilova | Rosie Casals Wendy Turnbull  | 4:6, 6:3, 6:3 |
| 10.03.  | Avon Championships of Boston Boston, Vereinigte Staaten Avon Championships Circuit – 125.000 $ Teppich (Halle) | Tracy Austin                         | Virginia Wade                | 6:2, 6:1      |
| 10.03.  | Avon Championships of Boston Boston, Vereinigte Staaten Avon Championships Circuit – 125.000 $ Teppich (Halle) | Rosie Casals Wendy Turnbull          | Billie Jean King Ilana Kloss | 6:4, 7:6      |
| 17.03.  | Avon Circuit Championships New York City, Vereinigte Staaten Masters – 300.000 $ Teppich (Halle)               | Tracy Austin                         | Martina Navratilova          | 6:2, 2:6, 6:2 |
| 17.03.  | Avon Circuit Championships New York City, Vereinigte Staaten Masters – 300.000 $ Teppich (Halle)               | Billie Jean King Martina Navratilova | Rosie Casals Wendy Turnbull  | 6:3, 4:6, 6:3 |
| 17.03.  | Honda Civic Classic Carlsbad, Vereinigte Staaten Colgate Series – 50.000 $ Hartplatz                           | Pam Shriver                          | Kate Latham                  | 6:1, 6:2      |
| 17.03.  | Honda Civic Classic Carlsbad, Vereinigte Staaten Colgate Series – 50.000 $ Hartplatz                           | Laura duPont Pam Shriver             | Rosie Casals JoAnne Russell  | 6:7, 6:4, 6:1 |
| 24.03.  | Clairol Crown Carlsbad, Vereinigte Staaten Non-Tour Event – 200.000 $ Hartplatz                                | Tracy Austin                         | Martina Navratilova          | 7:5, 6:2      |
| 31.03.  | Bridgestone Doubles Tokio, Japan Colgate Series – 150.000 $ Teppich (Halle)                                    | Billie Jean King Martina Navratilova | Sue Barker Ann Kiyomura      | 7:5, 6:3      |

### April
| Datum 1 | Turnier                                                                                                  | Siegerin                 | Finalgegnerin              | Ergebnis      |
| ------- | --- | ------------------------ | -------------------------- | ------------- |
| 07.04.  | Family Circle Cup Hilton Head, Vereinigte Staaten Colgate Series – 150.000 $ Sandplatz                   | Tracy Austin             | Regina Maršíková           | 3:6, 6:1, 6:0 |
| 07.04.  | Family Circle Cup Hilton Head, Vereinigte Staaten Colgate Series – 150.000 $ Sandplatz                   | Kathy Jordan Anne Smith  | Candy Reynolds Paula Smith | 6:2, 6:1      |
| 14.04.  | Murjani WTA Championships Amelia Island, Vereinigte Staaten Colgate Series – 100.000 $ Sandplatz         | Martina Navratilova      | Hana Mandlíková            | 5:7, 6:3, 6:2 |
| 14.04.  | Murjani WTA Championships Amelia Island, Vereinigte Staaten Colgate Series – 100.000 $ Sandplatz         | Rosie Casals Ilana Kloss | Kathy Jordan Anne Smith    | 7:6, 7:6      |
| 28.04.  | United Airlines Tournament of Champions Orlando, Vereinigte Staaten Colgate Series – 200.000 $ Sandplatz | Martina Navratilova      | Tracy Austin               | 6:2, 6:4      |

### Mai
| Datum 1 | Turnier                                                              | Siegerin                        | Finalgegnerin                    | Ergebnis      |
| ------- | -------------------------------------------------------------------- | ------------------------------- | -------------------------------- | ------------- |
| 05.05.  | Italian Open Perugia, Italien Colgate Series – 100.000 $ Sandplatz   | Chris Evert-Lloyd               | Virginia Ruzici                  | 5:7, 6:2, 6:2 |
| 05.05.  | Italian Open Perugia, Italien Colgate Series – 100.000 $ Sandplatz   | Hana Mandlíková Renáta Tomanová | Ivanna Madruga Ariana Villagrán  | 6:4, 6:4      |
| 19.05.  | Federation Cup Finale Berlin, Bundesrepublik Deutschland, Sandplatz  | Vereinigte Staaten              | Australien                       | 3:0           |
| 26.05.  | French Open Paris, Frankreich Grand Slam 250.000 $ – Sandplatz (Rot) | Chris Evert-Lloyd               | Virginia Ruzici                  | 6:0, 6:3      |
| 26.05.  | French Open Paris, Frankreich Grand Slam 250.000 $ – Sandplatz (Rot) | Kathy Jordan Anne Smith         | Ivanna Madruga Ariana Villagrán  | 6:1, 6:0      |
| 26.05.  | French Open Paris, Frankreich Grand Slam 250.000 $ – Sandplatz (Rot) | Anne Smith Billy Martin         | Renáta Tomanová Stanislav Birner | 2:6, 6:4, 8:6 |

### Juni
| Datum 1 | Turnier                                                                             | Siegerin                 | Finalgegnerin                   | Ergebnis      |
| ------- | ----------------------------------------------------------------------------------- | ------------------------ | ------------------------------- | ------------- |
| 09.06.  | Crossley Carpets Trophy Chichester, Großbritannien Colgate Series – 100.000 $ Rasen | Chris Evert-Lloyd        | Evonne Cawley                   | 6:3, 6:7, 7:5 |
| 09.06.  | Crossley Carpets Trophy Chichester, Großbritannien Colgate Series – 100.000 $ Rasen | Pam Shriver Betty Stöve  | Rosie Casals Wendy Turnbull     | 6:4, 7:5      |
| 16.06.  | BMW Championships Eastbourne, Großbritannien Colgate Series – 125.000 $ Rasen       | Tracy Austin             | Wendy Turnbull                  | 7:6, 6:2      |
| 16.06.  | BMW Championships Eastbourne, Großbritannien Colgate Series – 125.000 $ Rasen       | Kathy Jordan Anne Smith  | Pam Shriver Betty Stöve         | 6:4, 6:1      |
| 23.06.  | The Championships Wimbledon, Großbritannien Grand Slam – 259.000 $ Rasen            | Evonne Cawley            | Chris Evert-Lloyd               | 6:1, 7:6      |
| 23.06.  | The Championships Wimbledon, Großbritannien Grand Slam – 259.000 $ Rasen            | Kathy Jordan Anne Smith  | Rosie Casals Wendy Turnbull     | 4:6, 7:5, 6:1 |
| 23.06.  | The Championships Wimbledon, Großbritannien Grand Slam – 259.000 $ Rasen            | Tracy Austin John Austin | Dianne Fromholtz Mark Edmondson | 4:6, 7:6, 6:3 |

### Juli
| Datum 1 | Turnier                                                                                                | Siegerin                             | Finalgegnerin                   | Ergebnis          |
| ------- | --- | ------------------------------------ | ------------------------------- | ----------------- |
| 14.07.  | Player’s Classic Montreal, Kanada Colgate Series – 100.000 $ Hartplatz                                 | Martina Navratilova                  | Greer Stevens                   | 6:2, 6:1          |
| 14.07.  | Player’s Classic Montreal, Kanada Colgate Series – 100.000 $ Hartplatz                                 | Pam Shriver Anne Smith               | Ann Kiyomura Greer Stevens      | 3:6, 6:6 Aufgabe  |
| 21.07.  | Central Fidelity International Richmond, Vereinigte Staaten Colgate Series – 100.000 $ Teppich (Halle) | Martina Navratilova                  | Mary-Lou Piatek                 | 6:3, 6:0          |
| 21.07.  | Central Fidelity International Richmond, Vereinigte Staaten Colgate Series – 100.000 $ Teppich (Halle) | Billie Jean King Martina Navratilova | Pam Shriver Anne Smith          | 6:4, 4:6, 6:3     |
| 21.07.  | Sparkassen Cup Kitzbühel, Österreich Colgate Series – 50.000 $ Sandplatz                               | Virginia Ruzici                      | Hana Mandlíková                 | 3:6, 6:1, Aufgabe |
| 21.07.  | Sparkassen Cup Kitzbühel, Österreich Colgate Series – 50.000 $ Sandplatz                               | Claudia Kohde-Kilsch Eva Pfaff       | Hana Mandlíková Renáta Tomanová | walk-over         |
| 28.07.  | Wells Fargo Open San Diego, Vereinigte Staaten Colgate Series – 100.000 $ Hartplatz                    | Tracy Austin                         | Wendy Turnbull                  | 6:1, 6:3          |
| 28.07.  | Wells Fargo Open San Diego, Vereinigte Staaten Colgate Series – 100.000 $ Hartplatz                    | Tracy Austin Ann Kiyomura            | Rosie Casals Wendy Turnbull     | 3.6, 6:4, 6:3     |

### August
| Datum 1 | Turnier                                                                                             | Siegerin                             | Finalgegnerin                   | Ergebnis      |
| ------- | --------------------------------------------------------------------------------------------------- | ------------------------------------ | ------------------------------- | ------------- |
| 04.08.  | U.S. Clay Court Championships Indianapolis, Vereinigte Staaten Colgate Series – 150.000 $ Sandplatz | Chris Evert-Lloyd                    | Andrea Jaeger                   | 6:4, 6:3      |
| 04.08.  | U.S. Clay Court Championships Indianapolis, Vereinigte Staaten Colgate Series – 150.000 $ Sandplatz | Anne Smith Paula Smith               | Virginia Ruzici Renáta Tomanová | 4:6, 6:3, 6:4 |
| 11.08.  | Player’s Canadian Open Toronto, Kanada Colgate Series – 150.000 $ Hartplatz                         | Chris Evert-Lloyd                    | Virginia Ruzici                 | 6:3, 6:1      |
| 11.08.  | Player’s Canadian Open Toronto, Kanada Colgate Series – 150.000 $ Hartplatz                         | Andrea Jaeger Regina Maršíková       | Ann Kiyomura Betsy Nagelsen     | 6:1, 6:3      |
| 18.08.  | Volvo Tennis Cup Mahwah, Vereinigte Staaten Colgate Series – 150.000 $ Hartplatz                    | Hana Mandlíková                      | Andrea Jaeger                   | 6:7, 6:2, 6:2 |
| 18.08.  | Volvo Tennis Cup Mahwah, Vereinigte Staaten Colgate Series – 150.000 $ Hartplatz                    | Martina Navratilova Candy Reynolds   | Pam Shriver Betty Stöve         | 4:6, 6:3, 6:1 |
| 25.08.  | US Open New York, Vereinigte Staaten Grand Slam – 350.000 $ Hartplatz                               | Chris Evert-Lloyd                    | Hana Mandlíková                 | 5:7, 6:1, 6:1 |
| 25.08.  | US Open New York, Vereinigte Staaten Grand Slam – 350.000 $ Hartplatz                               | Billie Jean King Martina Navratilova | Pam Shriver Betty Stöve         | 7:6, 7:5      |
| 25.08.  | US Open New York, Vereinigte Staaten Grand Slam – 350.000 $ Hartplatz                               | Wendy Turnbull Marty Riessen         | Betty Stöve Frew McMillan       | 7:5, 6:2      |

### September
| Datum 1 | Turnier                                                                                  | Siegerin                       | Finalgegnerin                   | Ergebnis      |
| ------- | ---------------------------------------------------------------------------------------- | ------------------------------ | ------------------------------- | ------------- |
| 08.09.  | Toray Sillook Open Tokio, Japan Colgate Series – 150.000 $ Hartplatz                     | Billie Jean King               | Terry Holladay                  | 7:5, 6:4      |
| 08.09.  | Women’s Games Salt Lake City, Vereinigte Staaten Colgate Series – 50.000 $ Hartplatz     | Virginia Ruzici                | Ivanna Madruga                  | 6:1, 6:3      |
| 08.09.  | Women’s Games Salt Lake City, Vereinigte Staaten Colgate Series – 50.000 $ Hartplatz     | Virginia Ruzici Pam Teeguarden | Barbara Jordan JoAnne Russell   | 6:4, 7:5      |
| 15.09.  | Buick Riviera Classic Las Vegas, Vereinigte Staaten Colgate Series – 200.000 $ Hartplatz | Andrea Jaeger                  | Hana Mandlíková                 | 7:5, 4:6, 6:3 |
| 15.09.  | Buick Riviera Classic Las Vegas, Vereinigte Staaten Colgate Series – 200.000 $ Hartplatz | Kathy Jordan Anne Smith        | Martina Navratilova Betty Stöve | 2:6, 6:4, 6:3 |
| 22.09.  | Davison’s Classic Atlanta, Vereinigte Staaten Colgate Series – 100.000 $ Teppich (Halle) | Hana Mandlíková                | Wendy Turnbull                  | 6:3, 7:5      |
| 22.09.  | Davison’s Classic Atlanta, Vereinigte Staaten Colgate Series – 100.000 $ Teppich (Halle) | Barbara Potter Sharon Walsh    | Kathy Jordan Anne Smith         | 6:3, 6:1      |
| 29.09.  | U.S. Indoors Minneapolis, Vereinigte Staaten Colgate Series – 100.000 $ Teppich (Halle)  | Tracy Austin                   | Dianne Fromholtz                | 6:1, 2:6, 6:2 |
| 29.09.  | U.S. Indoors Minneapolis, Vereinigte Staaten Colgate Series – 100.000 $ Teppich (Halle)  | Ann Kiyomura Candy Reynolds    | Anne Smith Paula Smith          | 6:3, 4:6, 6:1 |

### Oktober
| Datum 1 | Turnier                                                                                     | Siegerin                       | Finalgegnerin                      | Ergebnis      |
| ------- | ------------------------------------------------------------------------------------------- | ------------------------------ | ---------------------------------- | ------------- |
| 06.10.  | Thunderbird Classic Phoenix, Vereinigte Staaten Colgate Series – 100.000 $ Hartplatz        | Regina Maršíková               | Wendy Turnbull                     | 7:6, 7:6      |
| 06.10.  | Thunderbird Classic Phoenix, Vereinigte Staaten Colgate Series – 100.000 $ Hartplatz        | Pam Shriver Paula Smith        | Ann Kiyomura Candy Reynolds        | 6:0, 6:4      |
| 13.10.  | Borden Classic Nagoya, Japan Colgate Series – 50.000 $ Sandplatz                            | Dana Gilbert                   | Barbara Jordan                     | 5:1 Aufgabe   |
| 13.10.  | Borden Classic Nagoya, Japan Colgate Series – 50.000 $ Sandplatz                            | Lindsay Morse Jean Nachand     | Nerida Gregory Marie Pinterova     | 6:3, 6:1      |
| 13.10.  | Maybelline Classic Deerfield Beach, Vereinigte Staaten Colgate Series – 100.000 $ Hartplatz | Chris Evert-Lloyd              | Andrea Jaeger                      | 6:4, 6:1      |
| 13.10.  | Maybelline Classic Deerfield Beach, Vereinigte Staaten Colgate Series – 100.000 $ Hartplatz | Andrea Jaeger Regina Maršíková | Martina Navratilova Candy Reynolds | 1:6, 6:1, 6:2 |
| 20.10.  | Hit-Union Japan Open Tokio, Vereinigte Staaten Colgate Series – 50.000 $ Hartplatz          | Mariana Simionescu             | Nerida Gregory                     | 6.4, 6:4      |
| 20.10.  | Hit-Union Japan Open Tokio, Vereinigte Staaten Colgate Series – 50.000 $ Hartplatz          | Dana Gilbert Peanut Louie      | Nerida Gregory Marie Pinterova     | 7:5, 7:6      |
| 20.10.  | Daihatsu Challenge Brighton, Großbritannien Colgate Series – 125.000 $ Teppich (Halle)      | Chris Evert-Lloyd              | Martina Navratilova                | 6:4, 5:7, 6:3 |
| 20.10.  | Daihatsu Challenge Brighton, Großbritannien Colgate Series – 125.000 $ Teppich (Halle)      | Kathy Jordan Anne Smith        | Martina Navratilova Betty Stöve    | 6:3, 7:5      |
| 27.10.  | Stockholm Open Stockholm, Schweden Colgate Series – 75.000 $ Teppich (Halle)                | Hana Mandlíková                | Bettina Bunge                      | 6:2, 6:2      |
| 27.10.  | Stockholm Open Stockholm, Schweden Colgate Series – 75.000 $ Teppich (Halle)                | Mima Jaušovec Virginia Ruzici  | Hana Mandlíková Betty Stöve        | 6:2, 6:1      |

### November
| Datum 1 | Turnier                                                                                               | Siegerin                           | Finalgegnerin                | Ergebnis      |
| ------- | --- | ---------------------------------- | ---------------------------- | ------------- |
| 03.11.  | Porsche Grand Prix Filderstadt, Bundesrepublik Deutschland Colgate Series – 125.000 $ Teppich (Halle) | Tracy Austin                       | Sherry Acker                 | 6:2, 7:5      |
| 03.11.  | Porsche Grand Prix Filderstadt, Bundesrepublik Deutschland Colgate Series – 125.000 $ Teppich (Halle) | Hana Mandlíková Betty Stöve        | Kathy Jordan Anne Smith      | 6:4, 7:5      |
| 03.11.  | Seiko Classic Hongkong, Hongkong Colgate Series – 50.000 $ Sandplatz                                  | Wendy Turnbull                     | Marcie Harper                | 6:0, 6:2      |
| 03.11.  | Seiko Classic Hongkong, Hongkong Colgate Series – 50.000 $ Sandplatz                                  | Wendy Turnbull Sharon Walsh        | Penny Johnson Silvana Urroz  | 6:1, 6:2      |
| 10.11.  | Dutch International Open Amsterdam, Niederlande Colgate Series – 75.000 $ Teppich (Halle)             | Hana Mandlíková                    | Virginia Ruzici              | 5:7, 6:2, 7:5 |
| 10.11.  | Dutch International Open Amsterdam, Niederlande Colgate Series – 75.000 $ Teppich (Halle)             | Hana Mandlíková Betty Stöve        | Mima Jaušovec JoAnne Russell | 7:6, 7:6      |
| 10.11.  | Florida Federal Open Tampa, Vereinigte Staaten Colgate Series – 125.000 $ Hartplatz                   | Andrea Jaeger                      | Tracy Austin                 | walk-over     |
| 10.11.  | Florida Federal Open Tampa, Vereinigte Staaten Colgate Series – 125.000 $ Hartplatz                   | Rosie Casals Candy Reynolds        | Anne Smith Paula Smith       | 7:6, 7:5      |
| 17.11.  | Lion’s Cup Tokio, Japan Non-Tour Event – 200.000 $ Teppich (Halle)                                    | Martina Navratilova                | Tracy Austin                 | 6:4, 6:3      |
| 24.11.  | Australian Open Melbourne, Australien Grand Slam – 200.000 $ Rasen                                    | Hana Mandlíková                    | Wendy Turnbull               | 6:0, 7:5      |
| 24.11.  | Australian Open Melbourne, Australien Grand Slam – 200.000 $ Rasen                                    | Betsy Nagelsen Martina Navratilova | Ann Kiyomura Candy Reynolds  | 6:4, 6:4      |

### Dezember
| Datum 1 | Turnier                                                                          | Siegerin                    | Finalgegnerin               | Ergebnis      |
| ------- | -------------------------------------------------------------------------------- | --------------------------- | --------------------------- | ------------- |
| 01.12.  | Building Society NSW Open Sydney, Australien Colgate Series – 125.000 $ Rasen    | Wendy Turnbull              | Pam Shriver                 | 3:6, 6:4, 7:6 |
| 01.12.  | Building Society NSW Open Sydney, Australien Colgate Series – 125.000 $ Rasen    | Pam Shriver Betty Stöve     | Rosie Casals Wendy Turnbull | 6:1, 4:6, 6:4 |
| 08.12.  | National Panasonic Open Adelaide, Australien Colgate Series – 125.000 $ Rasen    | Hana Mandlíková             | Sue Barker                  | 6:2, 6:4      |
| 08.12.  | National Panasonic Open Adelaide, Australien Colgate Series – 125.000 $ Rasen    | Pam Shriver Betty Stöve     | Sue Barker Sharon Walsh     | 6:4, 6:3      |
| 15.12.  | Tucson Open Tucson, Vereinigte Staaten Colgate Series – 75.000 $ Teppich (Halle) | Tracy Austin                | Peanut Louie                | 6:2, 6:0      |
| 15.12.  | Tucson Open Tucson, Vereinigte Staaten Colgate Series – 75.000 $ Teppich (Halle) | Leslie Allen Barbara Potter | Mary-Lou Piatek Wendy White | 7:6, 6:0      |